# American League Division Series 2010

Texas Rangers Gewinner der ALDS 1
New York Yankees Gewinner der ALDS 2

Die American League Division Series 2010 (ALDS) fand zwischen dem 6. und 12. Oktober 2010 statt und war Teil der Postseason der MLB Saison 2010. Mit ihr wurde ermittelt, welche beiden Teams in der American League Championship Series 2010 gegeneinander antreten. Es handelte sich um zwei Best-of-Five-Serien, an denen die Sieger der drei Divisionen der American League sowie ein Wildcard-Team teilnahmen. Die Paarungen lauteten:
- Tampa Bay Rays (Sieger der Eastern Division, 96-66) gegen Texas Rangers (Sieger der West Division, 90-72).
- Minnesota Twins (Sieger der Central Division, 94-68) gegen New York Yankees (Wildcard-Team, 95-67).

Die Twins und die Yankees trafen zum vierten Mal insgesamt und zum zweiten Mal in Folge in der ALDS aufeinander; die Yankees haben alle bisherigen Serien (2003, 2004 und 2009) gewonnen und behielten auch 2010 die Oberhand durch ihren 3-0-Sieg („sweep“).
Die Rays und die Rangers hatten in der Postseason bisher noch nicht gegeneinander gespielt. Für die Rays war es nach 2008 erst die zweite Teilnahme an einer ALDS; die Rangers standen zuletzt 1999 in der ALDS und nahmen insgesamt zum vierten Mal teil. Sie konnten sich mit 3-2 gegen die Rays durchsetzen. Es war die erste Postseason Series in der Geschichte der MLB, in der alle Spiele vom Auswärtsteam gewonnen wurden.

## Ergebnisübersicht

### Tampa Bay Rays gegen Texas Rangers

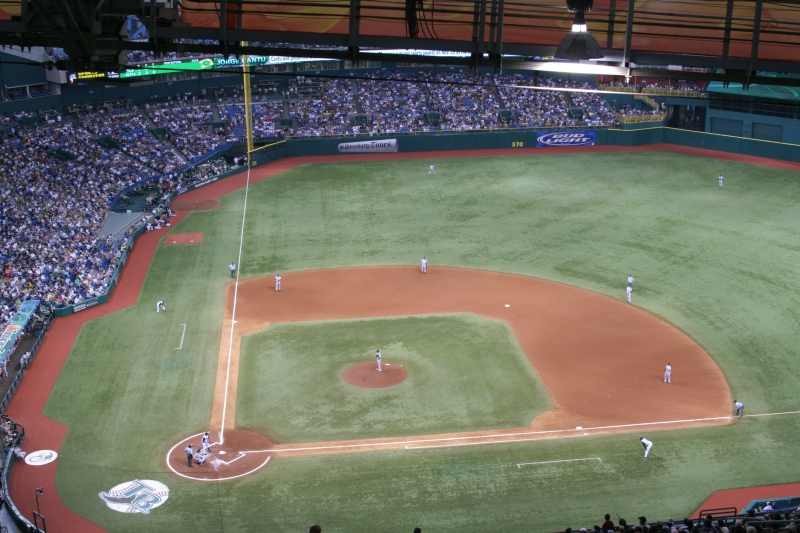
Tropicana Field, Austragungsort der Spiele 1, 2 und 5.

| Spiel 1                      | 6. Oktober 2010  | Texas Rangers – 5 @ Tampa Bay Rays – 1 | 1 – 0 | Tropicana Field               | 3:06 | 35.474 |
| Spiel 2                      | 7. Oktober 2010  | Texas Rangers – 6 @ Tampa Bay Rays – 1 | 2 – 0 | Tropicana Field               | 3:20 | 35.535 |
| Spiel 3                      | 9. Oktober 2010  | Tampa Bay Rays – 6 @ Texas Rangers – 3 | 2 – 1 | Rangers Ballpark in Arlington | 3:38 | 51.746 |
| Spiel 4                      | 10. Oktober 2010 | Tampa Bay Rays – 5 @ Texas Rangers – 2 | 2 – 2 | Rangers Ballpark in Arlington | 3:22 | 49.218 |
| Spiel 5                      | 12. Oktober 2010 | Texas Rangers – 5 @ Tampa Bay Rays – 1 | 3 – 2 | Tropicana Field               | 3:00 | 41.845 |
| Texas Rangers gewinnen 3 – 2 |                  |                                        |       |                               |      |        |

### Minnesota Twins gegen New York Yankees
| Spiel 1                         | 6. Oktober 2010 | New York Yankees – 6 @ Minnesota Twins – 4 | 1 – 0 | Target Field   | 3:47 | 42.032 |
| Spiel 2                         | 7. Oktober 2010 | New York Yankees – 5 @ Minnesota Twins – 2 | 2 – 0 | Target Field   | 2:59 | 42.035 |
| Spiel 3                         | 9. Oktober 2010 | Minnesota Twins – 1 @ New York Yankees – 6 | 3 – 0 | Yankee Stadium | 3:06 | 50.840 |
| New York Yankees gewinnen 3 – 0 |                 |                                            |       |                |      |        |

## Tampa Bay Rays gegen Texas Rangers

### Spiel 1, 6. Oktober 2010
13:30 EDT, Tropicana Field in Saint Petersburg, Florida
| Team      | 1 | 2 | 3 | 4 | 5 | 6 | 7 | 8 | 9 | R | H  | E |
| --------- | - | - | - | - | - | - | - | - | - | - | -- | - |
| Texas     | 0 | 2 | 1 | 1 | 1 | 0 | 0 | 0 | 0 | 5 | 10 | 1 |
| Tampa Bay | 0 | 0 | 0 | 0 | 0 | 0 | 1 | 0 | 0 | 1 | 6  | 2 |

WP: Cliff Lee (1–0)   LP: David Price (0–1)  
Pitcher Cliff Lee dominierte den Sieger der AL East in Spiel 1. Er warf zehn Strikeouts und ließ nur fünf Hits zu. Der Sieg der Rangers beendete eine Serie von neun verlorenen Postseason-Spielen, die 1996 begonnen hatte. David Price, der Pitcher der Rays, ließ zwei Homeruns durch Nelson Cruz und Bengie Molina zu. Vladimir Guerrero trug mit einem RBI Double wesentlich zum Sieg bei. Zu Beginn des neunten Innings ließ der Closer der Rangers, Neftali Feliz, zwei Walks zu, konnte dann jedoch mit einem Lineout von Ben Zobrist und zwei Strikeouts gegen Reid Brignac und Matt Joyce den Sieg sichern.

### Spiel 2, 7. Oktober 2010
14:30 EDT, Tropicana Field in Saint Petersburg, Florida
| Team      | 1 | 2 | 3 | 4 | 5 | 6 | 7 | 8 | 9 | R | H | E |
| --------- | - | - | - | - | - | - | - | - | - | - | - | - |
| Texas     | 0 | 0 | 1 | 1 | 4 | 0 | 0 | 0 | 0 | 6 | 9 | 1 |
| Tampa Bay | 0 | 0 | 0 | 0 | 0 | 0 | 0 | 0 | 0 | 0 | 2 | 1 |

WP: C. J. Wilson (1–0)   LP: James Shields (0–1)  
Auch im zweiten Spiel konnten die Rays dem starken Starting Pitching der Rangers sowie deren Offensive nichts entgegensetzen. Ein Hit by Pitch erlaubte Matt Treanor im dritten Inning einen Walk zur ersten Base und ermöglichte ihm einen Run, als James Shields bei einem Versuch, den Runner an der ersten auszuwerfen, scheiterte. Ein Solo-Homerun von Ian Kinsler im vierten Inning erhöhte das Ergebnis auf 2-0. In der oberen Hälfte des fünften Innings, bei einem Out und mit Julio Borbon auf der ersten Base, schlug Elvis Andrus ein Single. Shields wurde daraufhin durch Chad Qualls ersetzt. Nach einer umstrittenen Check-Swing-Entscheidung schlug Michael Young einen Drei-Run-Homerun. Nachdem der Manager der Rays, Joe Madden, sich beim Umpire beschwert hatte, Young habe beim 2-2 Pitch durchgeschwungen, wurde er aus dem Spiel geworfen. Ein Single von Ian Kinsler im sechsten Inning brachte den sechsten Run nach Hause. Die Rays hatte ihre besten Chancen im siebten Inning. Nach einem Walk von Ben Zobrist und einem anschließenden Double von Willy Aybar scheiterten Kelly Shoppach und Matt Joyce mit Strikeouts und Jason Bartlett beendete mit einem Fly Ball ins Centerfield das Inning.
C. J. Wilson warf 6⅓ Innings ohne Run, gab nur zwei Hits ab, erzielte sieben Strikeouts und ließ nur zwei Walks zu.

### Spiel 3, 9. Oktober 2010

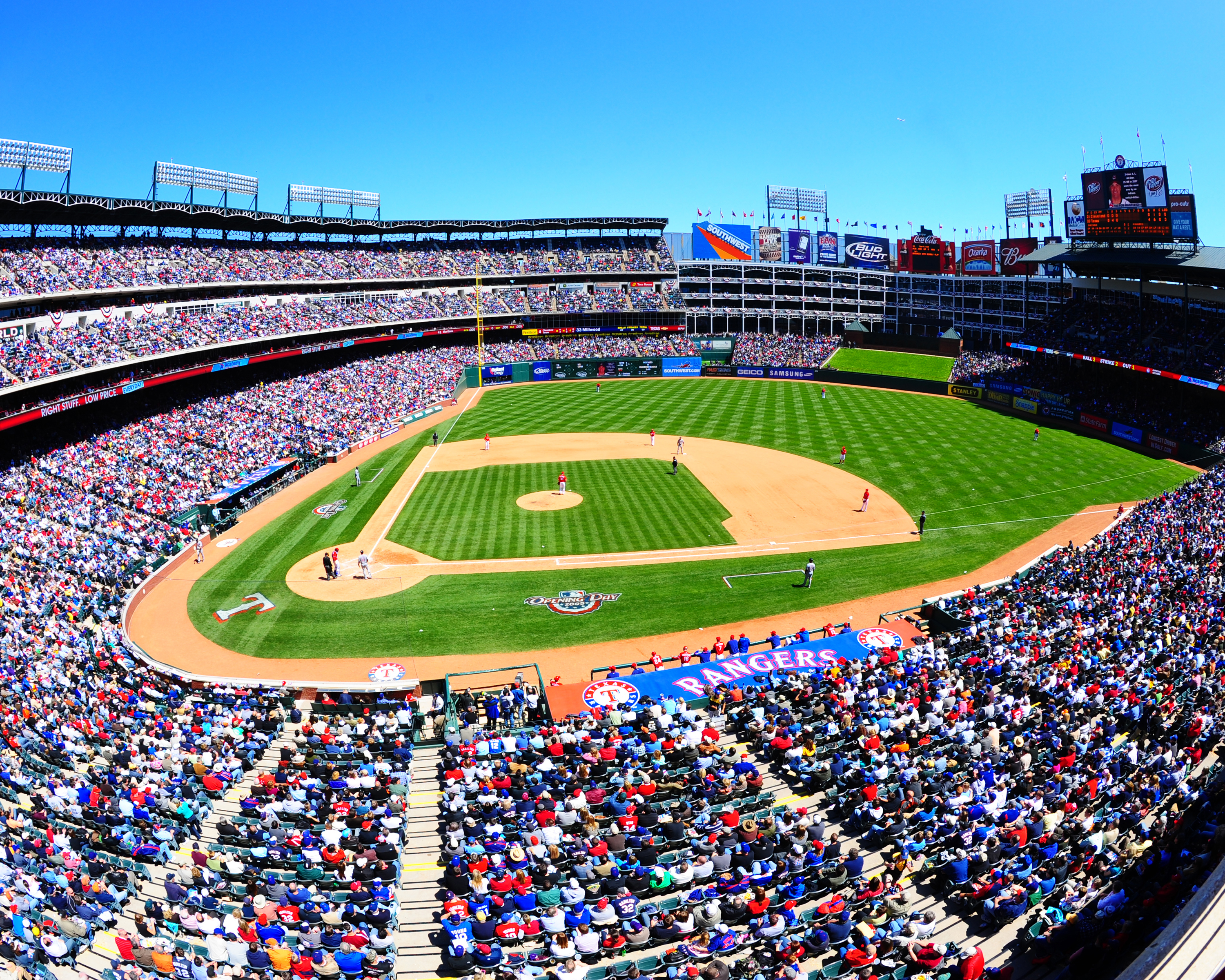
Der Rangers Ballpark in Arlington, Austragungsort der Spiele 3 und 4.

17:00 EDT, Rangers Ballpark in Arlington in Arlington, Texas
| Team      | 1 | 2 | 3 | 4 | 5 | 6 | 7 | 8 | 9 | R | H  | E |
| --------- | - | - | - | - | - | - | - | - | - | - | -- | - |
| Tampa Bay | 0 | 0 | 0 | 0 | 0 | 1 | 0 | 2 | 3 | 6 | 11 | 0 |
| Texas     | 0 | 0 | 1 | 0 | 0 | 0 | 1 | 0 | 1 | 3 | 6  | 0 |

WP: Joaquin Benoit (1-0)   LP: Darren Oliver (0-1)  SV: Rafael Soriano (1)  
Nach zwei Auswärtssiegen hofften die Rangers auf einen Einzug in die ALCS im dritten Spiel im heimischen Stadion. Tatsächlich konnten sie im dritten Inning den ersten Run erzielen: Mitch Moreland schlug ein Double und erreichte die dritte Base infolge eines Passed Ball. Ein Groundout von Elvis Andrus genügte, um Moreland nach Hause zu bringen. Die Rays glichen im sechsten Inning aus: Zunächst ließ Colby Lewis einen Walk von Evan Longoria zu und wurde durch Relief Pitcher Derek Holland ersetzt. Der erreichte gegen Matt Joyce zwar einen Ground Ball zur zweiten Base, der zum Force Out von Longoria führte. Joyce erreichte jedoch die erste Base. Ein nachfolgender Single von Dan Johnson brachte Joyce zur zweiten Base, wo er jedoch beim Versuch, auch noch die dritte Base zu erreichen, ein Tag Out erlitt. Nach einem Walk für Carlos Peña wurde Holland aus dem Spiel genommen und durch Alexi Ogando ersetzt. Der ließ ein Double von B. J. Upton zu, durch den Johnson den ersten Run für die Rays erzielen konnte.
Die Rangers schlugen im siebten Inning mit einem Solo Homerun von Ian Kinsler zurück, der auch das Spiel für Matt Garza als Starting Pitcher der Rays beendete. Im achten Inning schlug Johnson ein Double und wurde durch Desmond Jennings als Pinch Runner ersetzt, der nach einem Single von Peña für den Ausgleich sorgte. Ein Double von John Jaso brachte Peña nach Hause und die erstmalige Führung der Rays in dieser Serie. Ein Solo Homerun von Carl Crawford zu Beginn des neunten Innings und ein Homerun von Peña brachten drei weitere Runs für die Rays. Zwar ließ Rafael Soriano im neunten Inning noch einen Homerun von Nelson Cruz zu, weitere Runs konnten die Rangers jedoch nicht erzielen.

### Spiel 4, 10. Oktober 2010
13:00 EDT, Rangers Ballpark in Arlington, Texas
| Team      | 1 | 2 | 3 | 4 | 5 | 6 | 7 | 8 | 9 | R | H  | E |
| --------- | - | - | - | - | - | - | - | - | - | - | -- | - |
| Tampa Bay | 0 | 1 | 0 | 2 | 2 | 0 | 0 | 0 | 0 | 5 | 12 | 0 |
| Texas     | 0 | 0 | 0 | 0 | 0 | 2 | 0 | 0 | 0 | 2 | 8  | 2 |

WP: Wade Davis (1-0)   LP: Tommy Hunter (0-1)  SV: Rafael Soriano (2)  
Im vierten Spiel konnten die Rays im zweiten Inning nach einem Triple von Carlos Peña und einem Error von Ian Kinsler in Führung gehen. Zwei aufeinander folgende Doubles im vierten Inning von Evan Longoria and Peña brachten den zweiten Run für die Rays. Drei weitere kamen im fünften Inning durch einen Homerun von Longoria dazu. Die Rangers kamen im sechsten Inning durch einen Homerun von Nelson Cruz aufs Scoreboard. Ein weiterer Run von Ian Kinsler nach einem Double von Mitch Moreland brachte den Endstand von 5-2.
Der zweite Auswärtssieg der Rays führte zum Ausgleich in der Serie. Es war das erste Mal seit 2005, dass in einer Division Series fünf Spiele ausgetragen werden. Ein Sieg würde die Rays zum zweiten Team nach den New York Yankees machen, das die ALDS noch gewonnen hat, obwohl es nach zwei Spielen schon 0-2 hinten lag. Bei einem Sieg der Rangers wäre es die erste Postseason Series in der Geschichte der MLB, in der alle Spiele vom Auswärtsteam gewonnen wurden.

### Spiel 5, 12. Oktober 2010

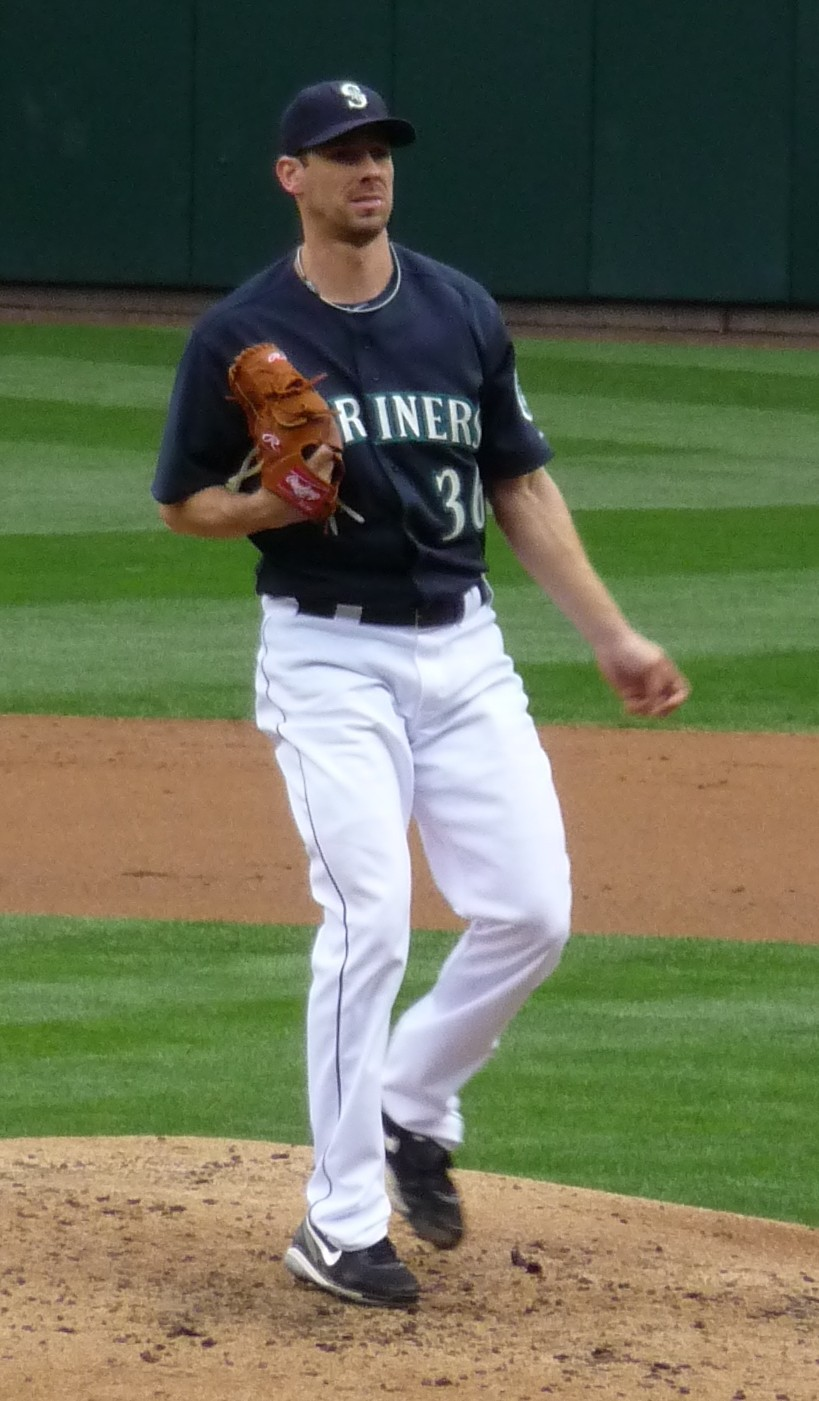
Cliff Lee, erfolgreicher Starting Pitcher der Rangers in Spiel 1 und 5.

17:00 EDT, Tropicana Field in Saint Petersburg, Florida
| Team      | 1 | 2 | 3 | 4 | 5 | 6 | 7 | 8 | 9 | R | H  | E |
| --------- | - | - | - | - | - | - | - | - | - | - | -- | - |
| Texas     | 1 | 0 | 0 | 1 | 0 | 1 | 0 | 0 | 2 | 5 | 11 | 1 |
| Tampa Bay | 0 | 0 | 1 | 0 | 0 | 0 | 0 | 0 | 0 | 1 | 6  | 2 |

WP: Cliff Lee (2–0)   LP: David Price (0–2)  
Im letzten Spiel der Serie standen sich wie schon in Spiel 1 die besten Pitcher der beiden Teams gegenüber: Cliff Lee für die Texas Rangers und David Price für die Tampa Bay Rays. Den ersten Run erzielte Elvis Andrus für die Rangers: Nach einem Single als Lead-Off-Hitter im ersten Inning stahl er die zweite Base, so dass ein Groundout von Josh Hamilton genügte, um Andrus nach Hause zu bringen. Den Ausgleich brachte ein Run von Sean Rodriguez im dritten Inning. Die Rangers konnten jedoch schon im vierten Inning die Führung wiederherstellen: Nach einem Double ins Rightfield, der beinahe ein Home Run geworden wäre, stahl Nelson Cruz die dritte Base und erreichte nach einem Error des Catchers Kelly Shoppach die Homeplate. Im sechsten Inning konnten die Rangers ihre Führung durch einen Run von Vladimir Guerrero ausbauen. Bei einem versuchten Double Play wartete Price an der ersten Base auf die Entscheidung des Umpires, während Guerrero von der zweiten Base Richtung Homeplate lief und diese knapp vor dem Wurf von Price erreichte. Price wurde im siebten Inning von Grant Balfour abgelöst. Die letzten beiden Runs erreichte Ian Kinsler im neunten Inning durch einen Home Run gegen Closer Rafael Soriano. Cliff Lee blieb auch im letzten Inning auf dem Mound. Seine starke Leistung (nur ein Run bei sechs Hits und elf Strikeouts) sicherte den Rays den Sieg der ALDS 2010 und machte diese zur ersten Postseason Series, in der das Auswärtsteam alle Spiele gewinnen konnte. Es war das erste Mal, dass die Rangers eine Serie in der Postseason gewannen.

### Zusammenfassung der Ergebnisse
ALDS 2010 (3–2): Texas Rangers besiegen Tampa Bay Rays
| Team                                                                 | 1 | 2 | 3 | 4 | 5 | 6 | 7 | 8 | 9 | R  | H  | E |
| -------------------------------------------------------------------- | - | - | - | - | - | - | - | - | - | -- | -- | - |
| Texas Rangers                                                        | 1 | 2 | 3 | 3 | 5 | 3 | 1 | 0 | 3 | 21 | 44 | 5 |
| Tampa Bay Rays                                                       | 0 | 1 | 1 | 2 | 2 | 1 | 1 | 2 | 3 | 13 | 37 | 5 |
| Zuschauer insgesamt: 213.818 Durchschnittliche Zuschauerzahl: 42.764 |   |   |   |   |   |   |   |   |   |    |    |   |

## Minnesota Twins gegen New York Yankees

### Spiel 1, 6. Oktober 2010

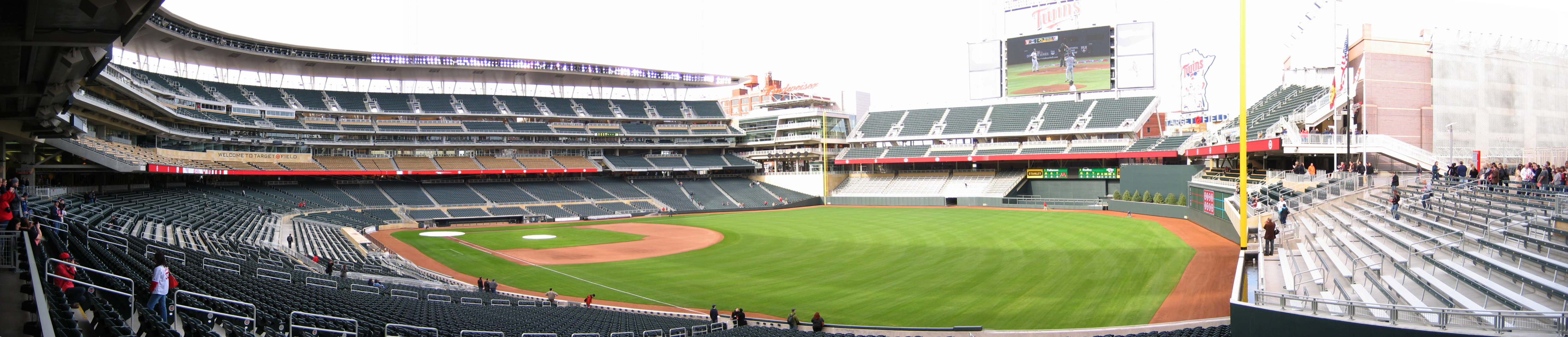
Das 2010 eröffnete Target Field, Austragungsort der Spiele 1 und 2.

20:30 EDT, Target Field in Minneapolis, Minnesota
| Team      | 1 | 2 | 3 | 4 | 5 | 6 | 7 | 8 | 9 | R | H | E |
| --------- | - | - | - | - | - | - | - | - | - | - | - | - |
| New York  | 0 | 0 | 0 | 0 | 0 | 4 | 2 | 0 | 0 | 6 | 9 | 0 |
| Minnesota | 0 | 2 | 1 | 0 | 0 | 1 | 0 | 0 | 0 | 4 | 8 | 0 |

WP: CC Sabathia (1–0)   LP: Jesse Crain (0–1)  SV: Mariano Rivera (1)  
Die Twins begannen das Spiel mit der Hoffnung, endlich die langandauernde Serie von Postseason-Niederlagen gegen die Yankees beenden zu können. In der zweiten Hälfte des zweiten Innings traf C.C. Sabathia, Starting Pitcher der Yankees, Jim Thome. Anschließend erlaubte er Michael Cuddyer einen Homerun, so dass es 0-2 für die Twins stand. Ein Passed Ball von Jorge Posada brachte Orlando Hudson nach Hause und baute die Führung der Twins auf drei Runs im dritten Inning aus. Francisco Liriano konnte bis zum sechsten Inning Runs der Yankees verhindern. Singles von Robinson Canó und Jorge Posada führten jedoch zu zwei Runs und ein Triple von Curtis Granderson brachte Canó und Posada nach Hause und den Yankees die Führung mit 4-3. In der zweiten Hälfte dieses Innings schafften die Twins es jedoch, die Bases zu laden. Ein Walk von Danny Valancia brachte den vierten Run der Twins und den Ausgleich. Doch schon im folgenden siebten Inning holten sich die Yankees die Führung mit einem Homerun von Mark Teixeira zurück, der für zwei Runs sorgte. Mit vier Outs im achten und neunten Inning erzielte Mariano Rivera seinen 40. Save in der Postseason und sicherte den Sieg der Yankees.

### Spiel 2, 7. Oktober 2010

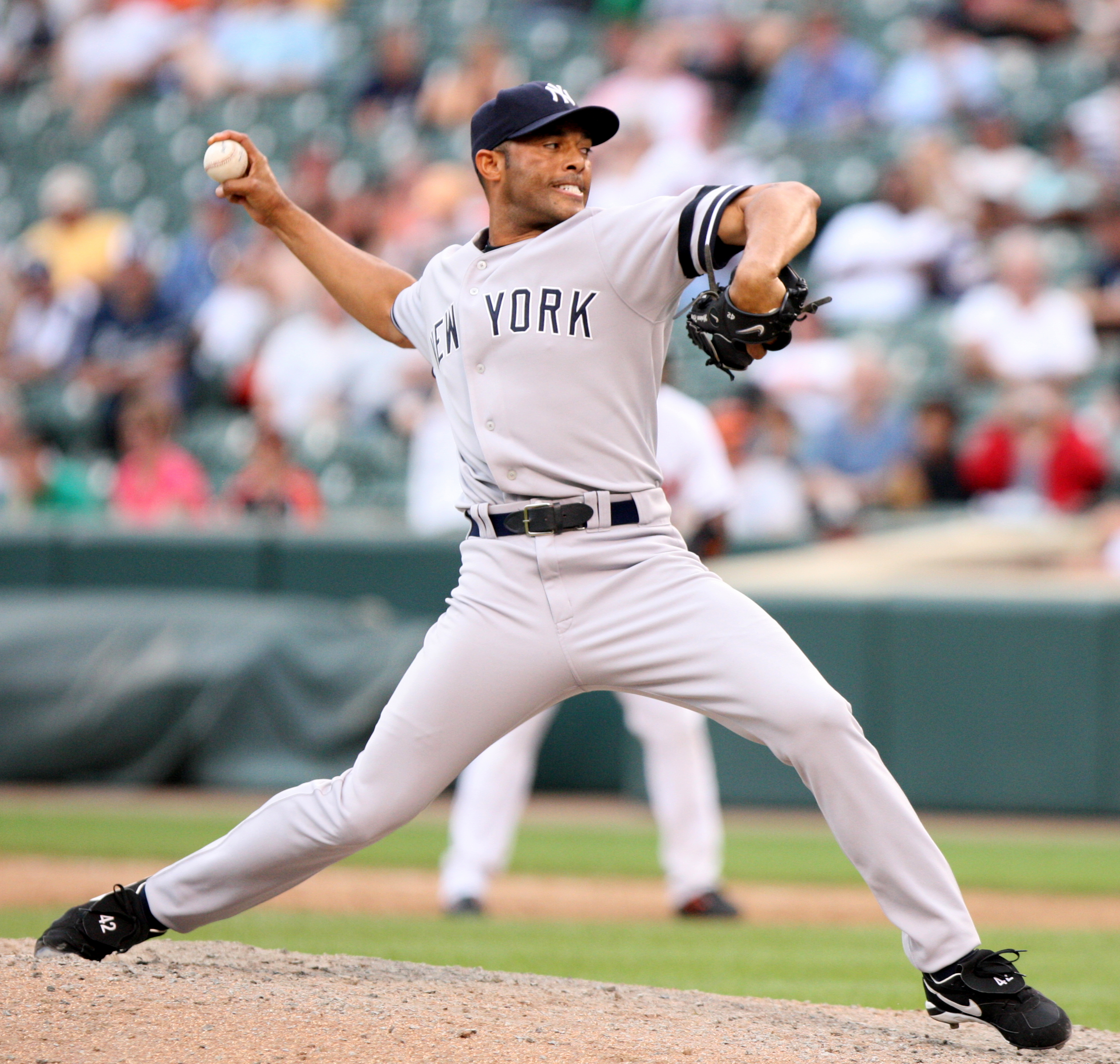
Mariano Rivera, der in der ALDS 2010 mit insgesamt 41 Saves einen neuen MLB-Postseason-Rekord aufstellte.

18:00 EDT, Target Field in Minneapolis, Minnesota
| Team      | 1 | 2 | 3 | 4 | 5 | 6 | 7 | 8 | 9 | R | H  | E |
| --------- | - | - | - | - | - | - | - | - | - | - | -- | - |
| New York  | 0 | 0 | 0 | 1 | 1 | 0 | 2 | 0 | 1 | 5 | 12 | 0 |
| Minnesota | 0 | 1 | 0 | 0 | 0 | 1 | 0 | 0 | 0 | 2 | 6  | 0 |

WP: Andy Pettitte (1–0)   LP: Carl Pavano (0–1)  SV: Mariano Rivera (2)  
Im zweiten Spiel stand Carl Pavano, der in der regulären Saison 17 Spiele gewinnen konnte, für die Twins auf dem Mound. Für die Yankees ging Andy Pettitte an den Start. Wie schon im ersten Spiel konnten die Twins im zweiten Inning durch einen Sacrifice Fly von Danny Valencia den ersten Run des Spiels erzielen. Erst im vierten Inning gelang den Yankees der Ausgleich, nachdem Curtis Granderson ein Double schlug, durch ein Single von Mark Teixeira zur dritten Base kam und dann durch einen Sacrifice Fly von Alex Rodríguez zur Homeplate kam. Im fünften Inning brachte ein Homerun von Designated Hitter Lance Berkman die Yankees mit einem Run in Führung. Ein Solo-Homerun von Orlando Hudson brachte jedoch in der zweiten Hälfte des sechsten Innings den Ausgleich für die Twins. Im siebten Inning brachte ein Double von Berkman die erneute Führung der Yankees. Zuvor war der Manager der Twins, Ron Gardenhire, aus dem Spiel geworfen worden, nachdem er sich beim Umpire über einen nicht gegebenen Strike beschwert hatte. Der nächste Pitch brachte dann Berkmans Double und den fünften Run für die Yankees. Ein Single von Derek Jeter im gleichen Inning brachte Berkman nach Hause und den Spielstand auf 4-2 für die Yankees. In der ersten Hälfte des neunten Innings brachte ein RBI-Single von Curtis Grandson den fünften und letzten Run des Spiels. Zu Beginn der zweiten Hälfte des neunten Innings ließ Mariano Rivera zwar ein Single von Joe Maurer zu, doch schlug Delmon Young anschließend in ein Double Play. Ein Fly Ball von Jim Thome beendete das Spiel.
Für Andy Pettitte war es der 19. Win in der Postseason, für Mariano Rivera der 41. Save der Postseason – beides Rekorde. Für die Twins war es die elfte Postseason-Niederlage insgesamt und die achte in Folge gegen die Yankees.

### Spiel 3, 9. Oktober 2010

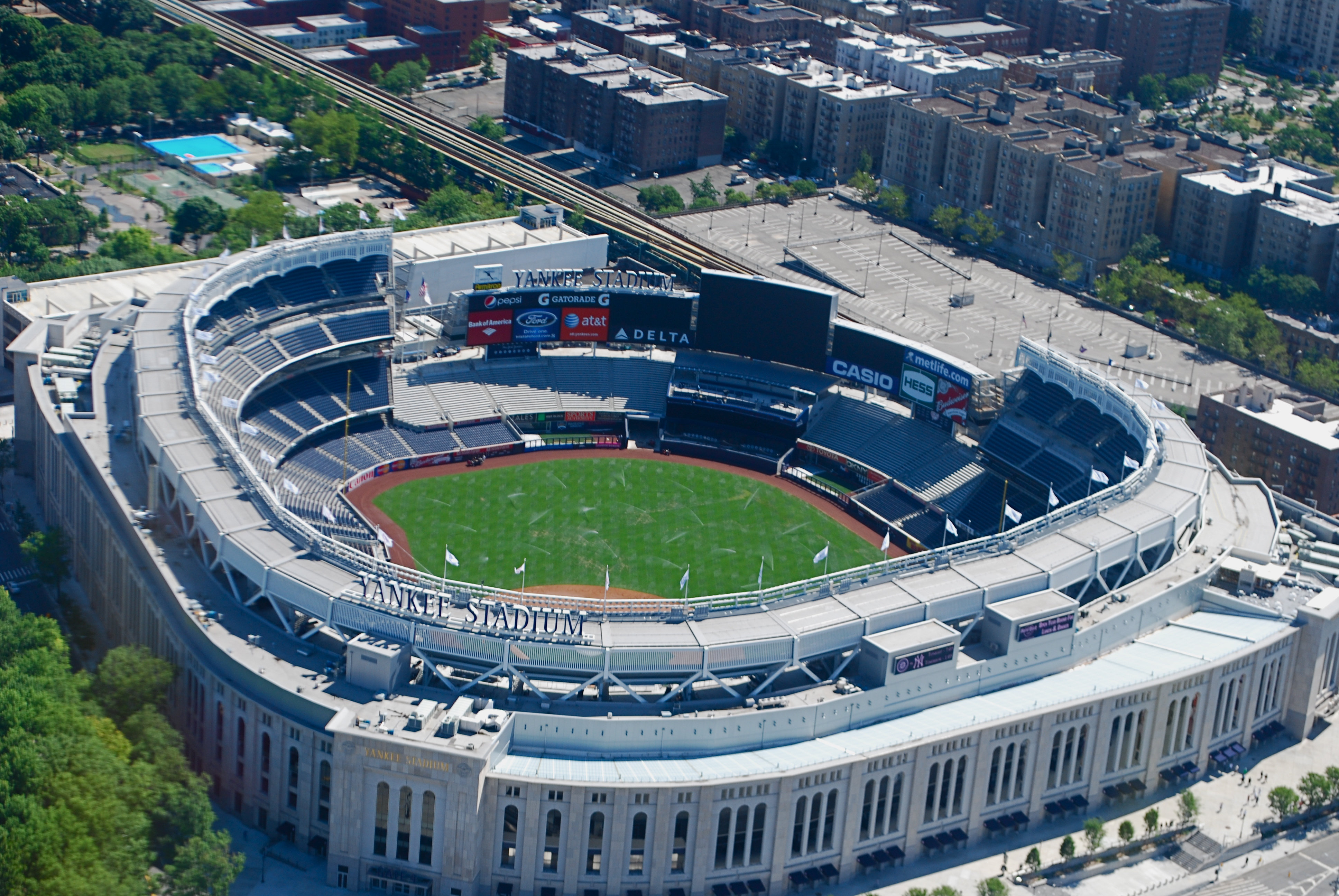
Yankees Stadium, Austragungsort von Spiel 3.

20:30 EDT, Yankee Stadium, New York City
| Team      | 1 | 2 | 3 | 4 | 5 | 6 | 7 | 8 | 9 | R | H  | E |
| --------- | - | - | - | - | - | - | - | - | - | - | -- | - |
| Minnesota | 0 | 0 | 0 | 0 | 0 | 0 | 0 | 1 | 0 | 1 | 7  | 1 |
| New York  | 0 | 1 | 1 | 3 | 0 | 0 | 1 | 0 | - | 6 | 12 | 0 |

WP: Phil Hughes (1–0)   LP: Brian Duensing (0–1)  
Zum ersten Mal in der ALDS konnten die Yankees als erste in Führung gehen: Robinson Canó erzielte nach einem Triple und einem RBI Single von Jorge Posada den ersten Run in der zweiten Hälfte des zweiten Innings. Im dritten Inning legte Nick Swisher nach einem Double und einem anschließenden RBI Single von Mark Teixeira nach und baute den Spielstand auf 2-0 aus. Im vierten Inning war Canó nach einem Single auf der ersten Base, als Marcus Thames auf den ersten Pitch einen Homerun schlug und die Führung der Yankees auf 4 Runs ausbaute. Zwar erzielte Brian Duensing danach durch einen Strikeout von Posada das erste Out in diesem Inning; beim nächsten Batter, Curtis Granderson, ließ er jedoch einen Walk zu und wurde gegen Matt Guerrier auswechselt. Mit Brett Gardner als nächstem Batter stahl Granderson die zweite Base; der Versuch von Joe Mauer, dies zu verhindern, scheiterte am schlechten Wurf zur zweiten Base, so dass Granderson aufgrund dieses Errors die dritte Base erreichen konnte. Ein Sac Fly von Gardner brachte Granderson nach Hause. Der letzte und sechste Run für die Yankees kam zu Beginn des siebten Innings durch einen Solo Homerun von Nick Swisher.
Die Twins konnten erst scoren, als Phil Hughes nach sieben Innings, in denen er nur vier Hits und einen Walk zuließ und sechs Strikeouts erreichte, den Mound verließ. Gegen Relief Pitcher Kerry Wood konnte Danny Valencia gleich zu Beginn des achten Innings ein Double schlagen. Es folgten noch zwei weitere Singles, so dass die Bases geladen waren. Ein anschließender Walk für Joe Mauer brachte den Twins den einzigen Run des Tages und beendete Woods Auftritt. Er wurde durch Bone Logan ersetzt, der mit einem einzigen Pitch das erste Out des Innings erzielte und dann von David Robertson ersetzt wurde. Mit geladenen Bases im Rücken konnte Robertson die zwei nötigen Outs zur Beendigung des Innings erreichen. Im neunten Inning hatten die Twins gegen Mariano Rivera keine Chance und verloren damit das dritte Spiel in Folge und zugleich die ALDS 2010.
Für die Yankees war es das erste Mal, dass sie als Wildcard-Team die American League Championship Series erreichen. 1995, 1997 und 2007 waren sie hingegen gescheitert. Es war der neunte Mal seit 1995, dass die Yankees die Championship Series erreichen – das ist MLB-Rekord.

### Zusammenfassung der Ergebnisse
ALDS 2010 (3–0): New York Yankees besiegen Minnesota Twins
| Team                                                                 | 1 | 2 | 3 | 4 | 5 | 6 | 7 | 8 | 9 | R  | H  | E |
| -------------------------------------------------------------------- | - | - | - | - | - | - | - | - | - | -- | -- | - |
| New York Yankees                                                     | 0 | 1 | 1 | 4 | 1 | 4 | 5 | 0 | 1 | 17 | 33 | 0 |
| Minnesota Twins                                                      | 0 | 3 | 1 | 0 | 0 | 2 | 0 | 1 | 0 | 7  | 21 | 1 |
| Zuschauer insgesamt: 134.907 Durchschnittliche Zuschauerzahl: 44.969 |   |   |   |   |   |   |   |   |   |    |    |   |